# Marcelle Neveu
Pour les articles homonymes, voir Neveu.
Marcelle Neveu est une athlète française, née le 2 novembre 1906 à Ravigny (Mayenne) et morte le 3 juin 1993 à Saint-Junien (Haute-Vienne).

## Biographie

### Famille
Marcelle Neveu est la fille de Georges Neveu, charron, et de Alvire Lecocq, couturière.
En 1927, elle épouse à Saint-Cloud Charles Boucreux.

### Carrière sportive
Marcelle Neveu est affiliée à l'UA Saint-Cloud.
Elle participe aux Jeux olympiques d'été de 1928 à Amsterdam.

## Palmarès
- Détentrice du record du monde du 1 000 m en 1921
- Championne et record de France du 1 000 m en 1922 en 3 min 17 s 4/5[4]
- Détentrice du record d'Europe sur 800 m en 1922
- Championne de France de cross-country en 1922 (à Saint-Denis), 1923 (à Paris) et 1924 (à Saint-Cloud)[5]
- Championne de France en 800 m en 1928